# Liste der denkmalgeschützten Objekte in Humenné
Die Liste der denkmalgeschützten Objekte in Humenné enthält die 24 nach slowakischen Denkmalschutzvorschriften geschützten Objekte in der Gemeinde Humenné im Okres Humenné.

## Denkmäler
| Foto |                 | Denkmal / č. ÚZPF                                                         | Standort / Konskr. Nr.                                | Offizielle Beschreibung                     | Beschreibung                                                | Metadaten                                                                   |
| ---- | --------------- | ------------------------------------------------------------------------- | ----------------------------------------------------- | ------------------------------------------- | ----------------------------------------------------------- | --------------------------------------------------------------------------- |
| ja   | Datei hochladen | Jüdischer Friedhof(sk) Jüdischer Friedhof (Humenné) ObjektID: 702-11303/0 | Standort KG: Humenné Konskr.Nr.:                      |                                             | Jüdischer Friedhof                                          | č. NKP: 702-11303/0 Stand des NKP: 2012-02-08 Name: CINTORÍN ŽIDOVSKÝ       |
| BW   | Datei hochladen | Denkmal(sk) ObjektID: 702-4284/0                                          | Brestovská ul. 0 Standort KG: Humenné Konskr.Nr.:     | padlí v I.sv.v.                             | für die Opfer des WK I                                      | č. NKP: 702-4284/0 Stand des NKP: 2012-02-08 Name: POMNÍK                   |
| BW   | Datei hochladen | Franziskanerkloster(sk) ObjektID: 702-110/1                               | Brestovská ul. 3 Standort KG: Humenné Konskr.Nr.: 113 | františkánsky                               |                                                             | č. NKP: 702-110/1 Stand des NKP: 2012-02-08 Name: KLÁŠTOR FRANTIŠKÁNOV      |
| ja   | Datei hochladen | Kirche(sk) ObjektID: 702-110/2                                            | Brestovská ul. 1 Standort KG: Humenné Konskr.Nr.: 112 | r.k.Všetkých svätých; františkánsky         | römisch-katholische Allerheiligen-Kirche                    | č. NKP: 702-110/2 Stand des NKP: 2012-02-08 Name: KOSTOL                    |
| BW   | Datei hochladen | Soldatenfriedhof(sk) ObjektID: 702-1293/1                                 | Domašanská ul. Standort KG: Humenné Konskr.Nr.:       | sov.armáda; Vojenský cintorín               | sowjetischer Soldatenfriedhof                               | č. NKP: 702-1293/1 Stand des NKP: 2012-02-08 Name: CINTORÍN VOJENSKÝ        |
| BW   | Datei hochladen | Denkmal(sk) ObjektID: 702-1293/2                                          | Domašanská ul. 0 Standort KG: Humenné Konskr.Nr.:     | padlí vojaci sov.armády                     | für die gefallenen Sowjetsoldaten                           | č. NKP: 702-1293/2 Stand des NKP: 2012-02-08 Name: POMNÍK                   |
|      | Datei hochladen | Grab(sk) ObjektID: 702-2281/0                                             | Domašanská ul. 0 KG: Humenné Konskr.Nr.:              | Jemeljanov A.G.; 1910-1944,part.veliteľ     | für Alexander Gavrilovic Jemeljanov, Partisanenkommandant   | č. NKP: 702-2281/0 Stand des NKP: 2012-02-08 Name: HROB                     |
| BW   | Datei hochladen | Kirche(sk) ObjektID: 702-11006/1                                          | Mierová ul. 0 Standort KG: Humenné Konskr.Nr.:        | r.k.P.M.Sedembolestnej                      | römisch-katholische Kirche Maria der sieben Schmerzen       | č. NKP: 702-11006/1 Stand des NKP: 2012-02-08 Name: KOSTOL                  |
| BW   | Datei hochladen | Kreuzwegkapelle(sk) ObjektID: 702-11006/2                                 | Mierová ul. 0 Standort KG: Humenné Konskr.Nr.: 2320   | 1.zastavenie; Pilát odsudzuje Krista        | 1. Kreuzwegstation, Pilatus verurteilt Christus             | č. NKP: 702-11006/2 Stand des NKP: 2012-02-08 Name: KAPLNKA KRÍŽOVEJ CESTY  |
| BW   | Datei hochladen | Kreuzwegkapelle(sk) ObjektID: 702-11006/3                                 | Mierová ul. 0 Standort KG: Humenné Konskr.Nr.:        | 2.zastavenie; Kristus berie kríž            | 2. Kreuzwegstation, Christus nimmt das Kreuz                | č. NKP: 702-11006/3 Stand des NKP: 2012-02-08 Name: KAPLNKA KRÍŽOVEJ CESTY  |
| ja   | Datei hochladen | Kreuzwegkapelle(sk) ObjektID: 702-11006/4                                 | Mierová ul. 0 Standort KG: Humenné Konskr.Nr.:        | 3.zastavenie; 1.pád Krista pod krížom       | 3. Kreuzwegstation, 1. Sturz Christi unter dem Kreuz        | č. NKP: 702-11006/4 Stand des NKP: 2012-02-08 Name: KAPLNKA KRÍŽOVEJ CESTY  |
| BW   | Datei hochladen | Kreuzwegkapelle(sk) ObjektID: 702-11006/5                                 | Mierová ul. 0 Standort KG: Humenné Konskr.Nr.:        | 4.zastavenie; Stretnutie Krista s P.M.      | 4. Kreuzwegstation, Begegnung Christi mit Maria             | č. NKP: 702-11006/5 Stand des NKP: 2012-02-08 Name: KAPLNKA KRÍŽOVEJ CESTY  |
| BW   | Datei hochladen | Kreuzwegkapelle(sk) ObjektID: 702-11006/6                                 | Mierová ul. 0 Standort KG: Humenné Konskr.Nr.:        | 5.zastavenie; Šimon pomáha Kristovi         | 5. Kreuzwegstation, Simon hilft Christus                    | č. NKP: 702-11006/6 Stand des NKP: 2012-02-08 Name: KAPLNKA KRÍŽOVEJ CESTY  |
| BW   | Datei hochladen | Kreuzwegkapelle(sk) ObjektID: 702-11006/7                                 | Mierová ul. 0 Standort KG: Humenné Konskr.Nr.:        | 6.zastavenie; Kristus a Veronika            | 6. Kreuzwegstation, Christus und Veronika                   | č. NKP: 702-11006/7 Stand des NKP: 2012-02-08 Name: KAPLNKA KRÍŽOVEJ CESTY  |
| BW   | Datei hochladen | Kreuzwegkapelle(sk) ObjektID: 702-11006/8                                 | Mierová ul. 0 Standort KG: Humenné Konskr.Nr.:        | 7.zastavenie; 2.pád Krista pod krížom       | 7. Kreuzwegstation, 2. Sturz Christi unter dem Kreuz        | č. NKP: 702-11006/8 Stand des NKP: 2012-02-08 Name: KAPLNKA KRÍŽOVEJ CESTY  |
| BW   | Datei hochladen | Kreuzwegkapelle(sk) ObjektID: 702-11006/9                                 | Mierová ul. 0 Standort KG: Humenné Konskr.Nr.:        | 8.zastavenie; Kristus napomína plačúce ženy | 8. Kreuzwegstation, Christus ermuntert die weinenden Frauen | č. NKP: 702-11006/9 Stand des NKP: 2012-02-08 Name: KAPLNKA KRÍŽOVEJ CESTY  |
| BW   | Datei hochladen | Kreuzwegkapelle(sk) ObjektID: 702-11006/10                                | Mierová ul. 0 Standort KG: Humenné Konskr.Nr.:        | 9.zastavenie; 3.pád Krista pod krížom       | 9. Kreuzwegstation, 3. Sturz Christi unter dem Kreuz        | č. NKP: 702-11006/10 Stand des NKP: 2012-02-08 Name: KAPLNKA KRÍŽOVEJ CESTY |
| ja   | Datei hochladen | Kreuzwegkapelle(sk) ObjektID: 702-11006/11                                | Mierová ul. 0 Standort KG: Humenné Konskr.Nr.:        | 10.zastavenie; Vyzliekanie Krista           | 10. Kreuzwegstation, Jesus wird seiner Kleider beraubt      | č. NKP: 702-11006/11 Stand des NKP: 2012-02-08 Name: KAPLNKA KRÍŽOVEJ CESTY |
| BW   | Datei hochladen | Kreuzwegkapelle(sk) ObjektID: 702-11006/12                                | Mierová ul. 0 Standort KG: Humenné Konskr.Nr.:        | 11.zastavenie; Pribíjanie Krista na kríž    | 11. Kreuzwegstation, Jesus wird ans Kreuz geschlagen        | č. NKP: 702-11006/12 Stand des NKP: 2012-02-08 Name: KAPLNKA KRÍŽOVEJ CESTY |
| BW   | Datei hochladen | Kreuzwegkapelle(sk) ObjektID: 702-11006/13                                | Mierová ul. 0 Standort KG: Humenné Konskr.Nr.:        | 12.zastavenie; Ukrižovanie Krista           | 12. Kreuzwegstation, Kreuzigung Christi                     | č. NKP: 702-11006/13 Stand des NKP: 2012-02-08 Name: KAPLNKA KRÍŽOVEJ CESTY |
| ja   | Datei hochladen | Kreuzwegkapelle(sk) ObjektID: 702-11006/14                                | Mierová ul. 0 Standort KG: Humenné Konskr.Nr.:        | 13.zastavenie; Snímanie Krista z kríža      | 13. Kreuzwegstation, Abnahme Jesu vom Kreuz                 | č. NKP: 702-11006/14 Stand des NKP: 2012-02-08 Name: KAPLNKA KRÍŽOVEJ CESTY |
| BW   | Datei hochladen | Allee(sk) ObjektID: 702-11006/15                                          | Mierová ul. 0 Standort KG: Humenné Konskr.Nr.:        |                                             |                                                             | č. NKP: 702-11006/15 Stand des NKP: 2012-02-08 Name: ALEJA                  |
| ja   | Datei hochladen | Schloss(sk) ObjektID: 702-109/1                                           | Park mieru 1 Standort KG: Humenné Konskr.Nr.: 1       |                                             |                                                             | č. NKP: 702-109/1 Stand des NKP: 2012-02-08 Name: KAŠTIEĽ                   |
| ja   | Datei hochladen | Park(sk) ObjektID: 702-109/2                                              | Park mieru Standort KG: Humenné Konskr.Nr.:           |                                             |                                                             | č. NKP: 702-109/2 Stand des NKP: 2012-02-08 Name: PARK                      |

## Legende
Die Tabelle enthält im Einzelnen folgende Informationen:
| Foto:                    | Fotografie des Denkmals. |
| Denkmal / č. ÚZPF:       | Die Übersetzung der Bezeichnung des Denkmals, wie sie vom Slowakischen Denkmalamt (Pamiatkový úrad Slovenskej republiky) verwendet wird. Die Originalbezeichnung ist unter dem Fragezeichen angegeben. Fehlt die Übersetzung, so wird die Originalbezeichnung direkt angezeigt. Weiters ist die Objekt-Identifikationsnummer (Objekt ID) angeführt. Sie ist die offizielle, in der Slowakei eindeutige Nummer č. ÚZPF inklusive der zugehörigen Zählnummer, wie sie in den Daten des Denkmalamtes angegeben wird. Da diese nur innerhalb eines Landkreises gezählt wird, ist dessen Nummer der Denkmalnummer vorangestellt. |
| Standort:                | Wenn in der Liste vorhanden, ist die Adresse angegeben. In Klammern kann sich noch eine zusätzliche Adresse befinden, wenn es beispielsweise ein Eckhaus ist. Bei freistehenden Objekten ohne Adresse (zum Beispiel bei Bildstöcken) ist eine Adresse angegeben, die in der Nähe des Objekts liegt. Durch Aufruf des Links Standort wird die Lage des Denkmals in verschiedenen Kartenprojekten angezeigt. Darunter sind die Katastralgemeinde (KG) und, wenn vorhanden, die Konskriptionsnummer (Konskr. Nr.) angegeben.                                                                                                   |
| Offizielle Beschreibung: | Es ist die Kurzbeschreibung auf Slowakisch, wie sie in den offiziellen Listen angegeben ist, eingetragen. |
| Beschreibung:            | Kurze Angaben zum Denkmal auf Deutsch. |
| Metadaten:               | Zusätzlich werden, wenn in den persönlichen Einstellungen das Helferlein Dauerhaftes Einblenden von Metadaten aktiviert ist, ebensolche angezeigt. |

- Karte mit allen Koordinaten:
- OSM |
- WikiMap